# Здание парламента Крыма
Здание парламента Крыма — здание, расположенное в центре Симферополя по адресу улица Карла Маркса, дом 18. Находится в квартале между улицами Карла Маркса, Жуковского, Горького и Серова. Непосредственно к зданию примыкают сквер Победы с Александро-Невским собором и сквер Республики. Построено в стиле советского модернизма, брутализма.
Изначально строилось для размещения Крымского областного комитета Коммунистической партии Украины и других органов власти Крымской области. С 1991 года с восстановлением автономии в нём заседал парламент, носивший до 1992 года название Верховный Совет Крымской АССР, до 1994 года — Верховный Совет Крыма, до 2010 года — Верховная Рада Автономной Республики Крым, до 2014 — Верховный Совет Автономной Республики Крым, а ныне здание занимает Государственный совет Республики Крым.
На площади перед входом в 2014 году проводились митинги сторонников и противников аннексии Крыма Россией. Тогда же здание было занято вооружёнными людьми без опознавательных знаков.

## История

### Предыстория
Здание было построено на месте бывшего кинотеатра. До Октябрьской революции на этом месте размещался построенный в 1818 году дом городской полиции. Сооружение было двухэтажным с 20 комнатами для проживания, кладовыми и местами для размещения подсудимых. Рядом находилась тюрьма, пожарная каланча с колоколом и построенные позднее два флигеля, огороженные каменной оградой с воротами. С постройкой нового пенитенциарного учреждения, флигели переоборудуют под училище, а в здании размещают кинотеатр для детей «Алые паруса», который до 1965 года носил название «Пионер», а изначально — «Юнгштурм».

### Строительство
В конце 1970-х годов Крымский областной комитет КПУ, размещавшийся на улице Гоголя, где впоследствии будет краеведческий музей, а ныне Центральный музей Тавриды, принимает решение о постройке нового здания. В 1980 году кинотеатр был снесён вместе с некоторыми жилыми зданиями, а в сентябре того же года началось строительство нового здания. В нём также планировали разместить Симферопольский городской и Центральный районный комитеты ЛКСМУ.
Проект нового областного административного здания был составлен московскими архитекторами Т. Курдиани, Г. Исааковичем и инженерами Д. Валовым и С. Попковым. Строительство здания провело Седьмое строительное управление треста «Симферопольпромстрой», возглавлял строительство Борис Пушкарев. В течение почти восьми лет строительный забор ограждал площадь в центре Симферополя. По словам заслуженного строителя Украины Евгения Кротенко, здание, строившееся около восьми лет, старались сделать красивым и монументальным. Некоторые строительные материалы были привезены из Подмосковья, например, подвесной потолок был изготовлен в Мытищах по содействию руководителей Главного управления промышленности строительных материалов Мосгорисполкома Марка Зохина и Алексея Дементьева.

### Дальнейшая судьба
После распада СССР здание было предоставлено Верховному Совету Крыма.
Во время аннексии Крыма возле здания парламента автономии проводились протестные акции пророссийских и проукраинских сил, боровшихся за определение дальнейшего пути развития республики. Пиком этого, гражданского этапа противостояния, стали столкновения между участниками пророссийского митинга «Русской общины Крыма» и проукраинского митинга «Меджлиса крымскотатарского народа», в результате которого 30 человек получили травмы и ранения и двое человек погибли. 27 февраля началось активное вмешательство России в крымский конфликт — здание крымского парламента было занято бойцами российского спецназа без знаков различия, поднявшими на флагштоке над ним российский флаг. 16 марта, вместе с принятием Декларация о независимости Автономной Республики Крым и города Севастополя, орган был преобразован в Государственный совет Республики Крым. Несмотря на роспуск Верховной радой Украины 14 марта, депутаты продолжили работу.

## Внешний вид и интерьеры

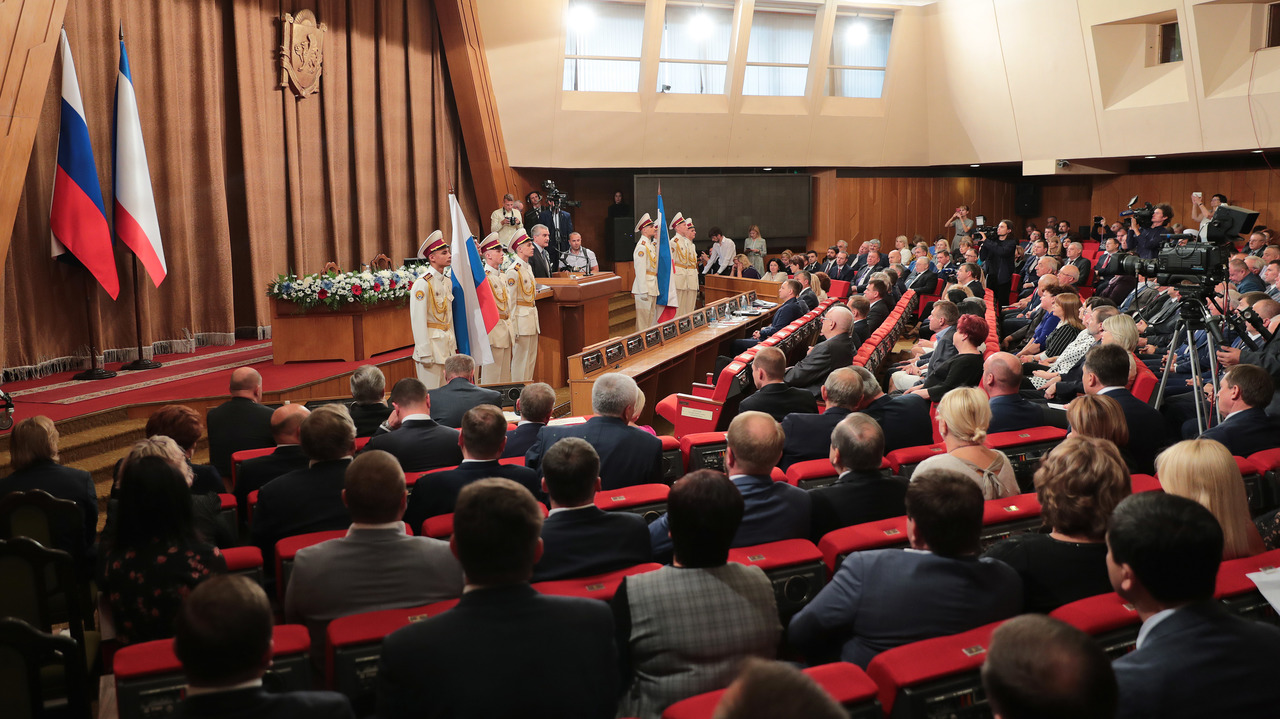
Интерьер зала заседаний

Здание построено в стиле советского модернизма и имеет форму правильного восьмиугольника с внутренним двором, где расположен вход. Жителями Симферополя здание называется «Пентагоном» из-за схожести со штаб-квартирой Министерства обороны США.
В 2019 году здание было оборудовано переливающейся разными цветами подсветкой. Проведены работы по очистке фасада.
С 28 июня 2021 года депутаты госсовета проводят заседания в Крымском академическом русском драматическом театре в связи с ремонтными работами. По словам Ефима Фикса, полноценный ремонт в здании не проводился со сдачи в эксплуатацию в 1987 году. Планируется обновить второй и технический этаж: отремонтируют холл, пресс-центр и зал заседаний, который оформят в светлых тонах, а также заменят мебель. В зале заседания будет заменена система голосования «Рада», функционирующая с начала 1990-х годов.

### Символика
На двух флагштоках на здании развевались флаги Украины и Автономной Республики Крым. На фасаде над входом в парламент был размещён монохромный герб Украины и ниже — аналогичный герб автономии. Посередине располагалось название заседавшего внутри органа на украинском языке: Верховна Рада Автономної Республіки Крим, а слева и справа — на крымскотатарском и русском соответственно: Къырым Мухтар Джумхуриетининъ Юкъары Радасы, Верховная Рада Автономной Республики Крым.
27 февраля 2014 года, после занятия здания вооружёнными людьми без опознавательных знаков, украинский флаг был заменён на российский триколор. 14 марта был демонтирован герб Украины (ещё до решения о референдуме). Примерно в то же время во внутреннем дворе на растянутой верёвке был вывешен большой флаг России — «подарок от Владимирской области», который предлагалось в будущем поднять на отдельном флагштоке. 17 марта название на украинском языке было заменено на название органа на русском языке с белым фоном — Государственный совет Республики Крым, а прежние названия на русском и крымскотатарском были убраны. Большой флаг спустя некоторое время был убран.
В 2016 году названия на украинском и крымскотатарском были восстановлены соответственно справа и слева от русского — Державна Рада Республіки Крим, Къырым Джумхуриетининъ Девлет Шурасы. У русского названия фон стал, как прежде на фоне отделки здания. Герб Крыма был заменён на цветной. В августе 2019 года на фасаде здания на месте, где ранее висел герб Украины, был установлен золотой двуглавый орёл России.
| - 27 апреля 2010 года - 5 сентября 2014 года - 20 июня 2016 года - 19 июля 2021 года |